# Justice League/Mighty Morphin Power Rangers
Justice League/Mighty Morphin Power Rangers — ограниченная серия комиксов-кроссоверов, которую в 2017 году издавали компании DC Comics и Boom! Studios. По сюжету персонажи вселенной «Могучих рейнджеров» попадают во вселенную DC.

### Выпуски
| № | Дата выхода      | Оценка на Comic Book Roundup    | Предполагаемый объём продаж (первый месяц) |
| - | ---------------- | ------------------------------- | ------------------------------------------ |
| 1 | 11 января 2017   | 7,2 из 10 на основе 33 рецензий | 86 589, позиция в Северной Америке — 4     |
| 2 | 8 февраля 2017   | 6,9 из 10 на основе 14 рецензий | 32 835, позиция в Северной Америке — 65    |
| 3 | 8 марта 2017     | 6,8 из 10 на основе 12 рецензий | 28 254, позиция в Северной Америке — 85    |
| 4 | 17 мая 2017      | 7,2 из 10 на основе 8 рецензий  | 26 391, позиция в Северной Америке — 98    |
| 5 | 9 августа 2017   | 7,3 из 10 на основе 9 рецензий  | 22 804, позиция в Северной Америке — 99    |
| 6 | 27 сентября 2017 | 7,3 из 10 на основе 11 рецензий | 21 203, позиция в Северной Америке — 113   |

### Сборники
| Название                     | Тип              | Дата выхода    | Собранный материал                               | Кол-во страниц | ISBN                      | Предполагаемый объём продаж (первый месяц) |
| ---------------------------- | ---------------- | -------------- | ------------------------------------------------ | -------------- | ------------------------- | ------------------------------------------ |
| Justice League/Power Rangers | Твёрдый переплёт | 6 декабря 2017 | Justice League/Mighty Morphin Power Rangers #1-6 | 160            | н/д                       | 1 869, позиция в Северной Америке — 29     |
| Justice League/Power Rangers | Мягкая обложка   | 21 ноября 2018 | Justice League/Mighty Morphin Power Rangers #1-6 | 160            | 9781401285159, 1401285155 | 1 842, позиция в Северной Америке — 16     |

## Отзывы
На сайте Comic Book Roundup серия имеет оценку 7,1 из 10 на основе 87 рецензий. Джефф Лейк из IGN дал первому выпуску 7,8 балла из 10 и отметил, что он «не идеален», но посчитал его «хорошим началом для многообещающего кроссовера». Оскар Малтби из Newsarama поставил дебюту оценку 9 из 10 и назвал его «глупой забавой высшего уровня». Его коллега Джейк Баумгарт был более критичен, поставив первому выпуску 4 балла из 10 и написав, что он «оставляет желать лучшего».